# Llonganissa
|  | Per a altres significats, vegeu «botifarra». |

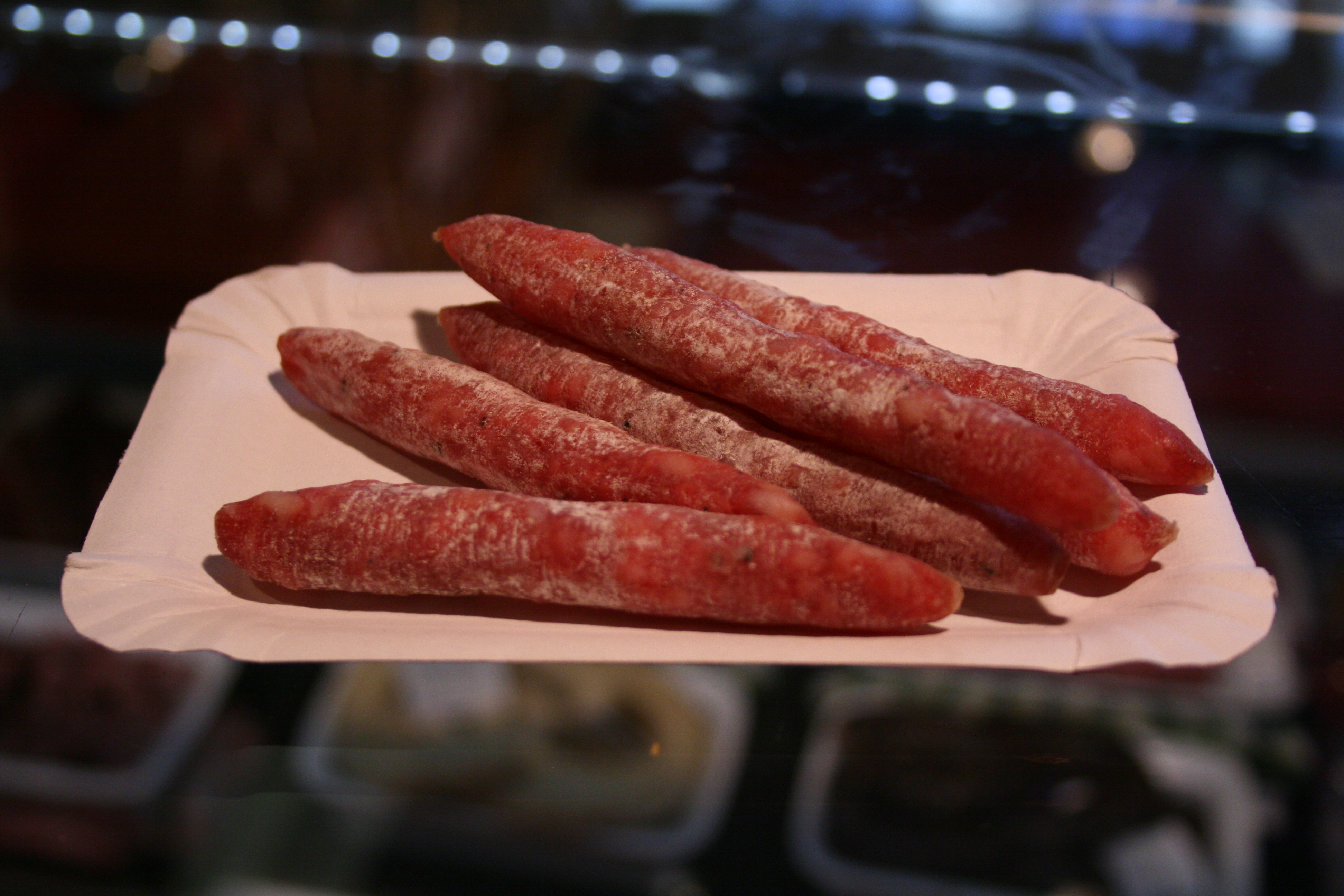
Safata de fuet

La llonganissa és una varietat de salsitxa, és un embotit llarg, farcit de carn de porc picada. És un aliment típic de la península Ibèrica però fabricat en molts altres països com els que agrupa el Con Sud, però també a la resta d'Amèrica des del sud dels Estats Units, Mèxic, El Carib, Amèrica Central i fins i tot Filipines. En castellà s'anomena longaniza i en portugués linguiça, però el seu nom sembla provenir de la península Itàlica en temps de l'imperi romà, on és anomenada encara avui luganega, per ser la Lucània -luganega, de lucanica- la terra dels seus orígens, l'actual Basilicata, al sud d'itàlia. En català, sembla haver-se fusionat el vell i oblidat mot luganega amb l'adjectiu llong, pel fet que sol ser un embotit de factura allargada i estreta.
La llonganissa està elaborada amb una massa feta de carn magra de porc (70-80%) i cansalada (20-30%), trinxada, condimentada amb sal, espècies (pebre, all, canyella i clau), pastada i embotida, sense temps d'espera, en budell natural de porc o de xai. En molts llocs, s'ha substituït el budell (intestí) natural, per un embolcall sintètic.
La llonganissa es pot cuinar de molt diverses formes: a la brasa, fregides, combinades amb altres productes, etc. Pot menjar-se crua (una vegada que s'ha deixat curar, és a dir, assecar a l'aire durant diversos mesos), o bé fregida o torrada si és fresca (acabada de fer). Es pot conservar fresca en recipients hermètics, preservant l'embotit de l'aire per a evitar que s'assequi.
En alguns llocs d'Espanya se li dona el nom de vuelta o xoriço (Zamora). El nom de "vuelta" deriva del costum de doblegar la llonganissa de 180 graus, de tal manera que faci la volta i s'ajuntin els dos extrems.

## Variants

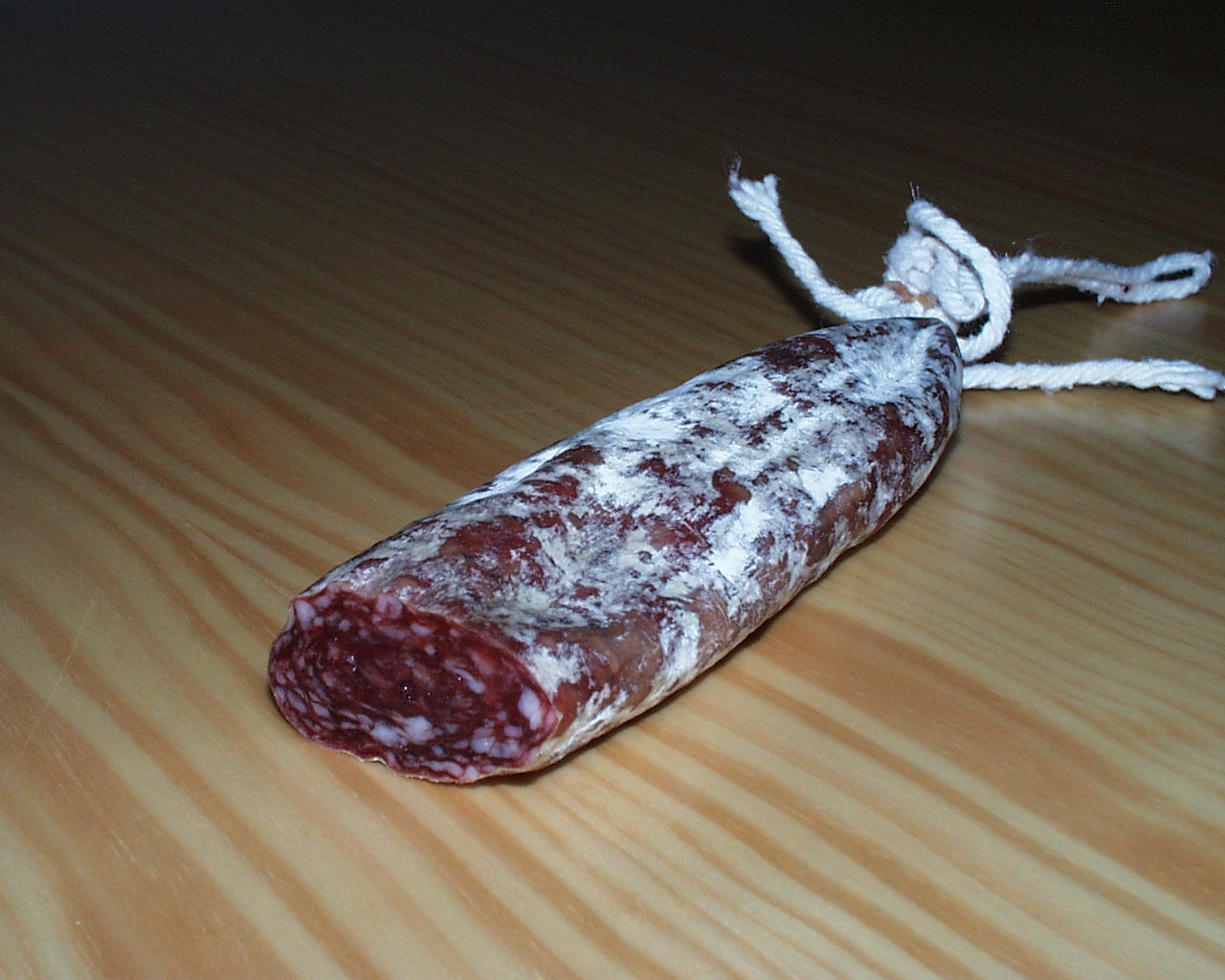
Tros de llonganissa.

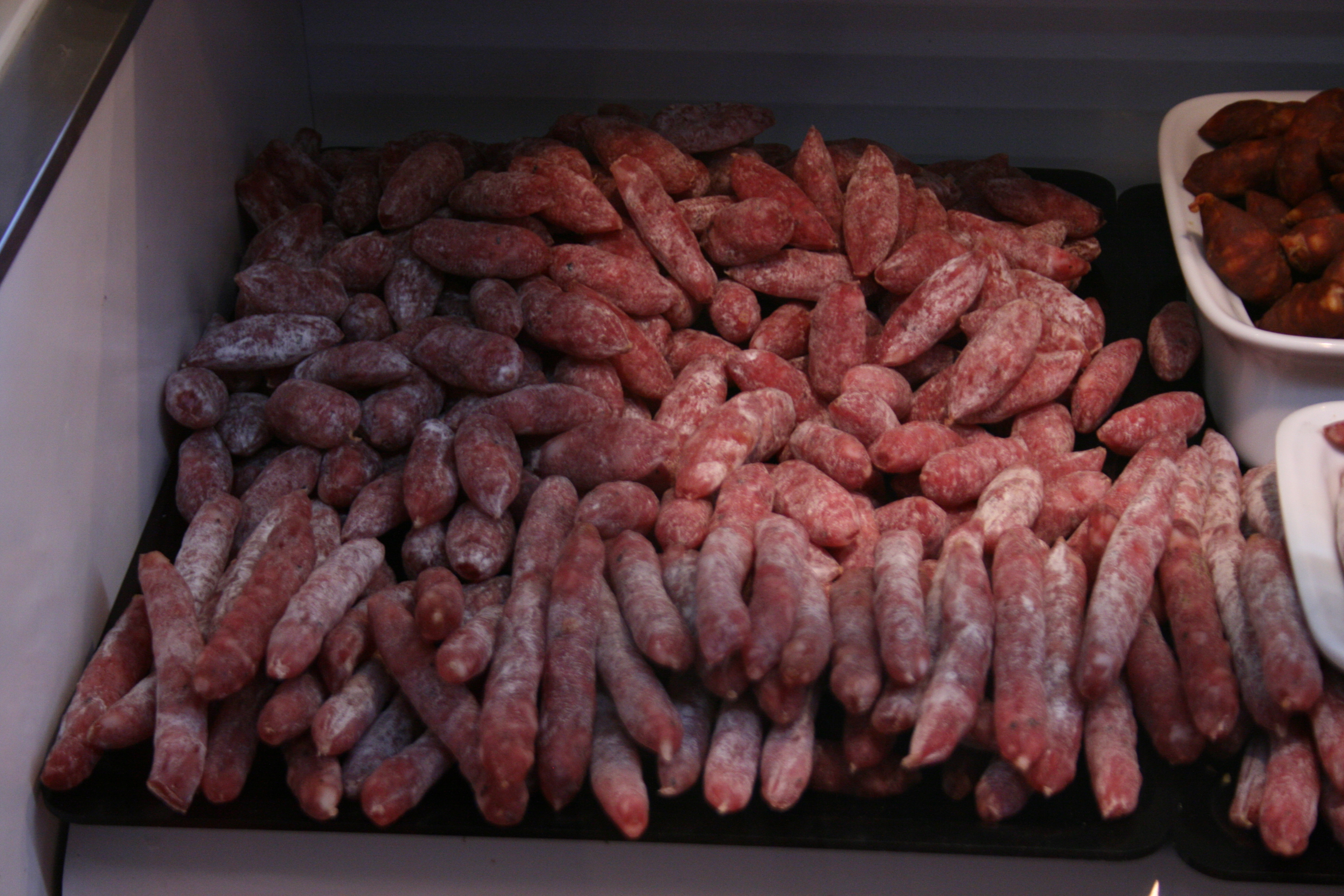
Timba de fuets.

- Catalunya: El fuet (denominació purament catalana), llonganissa de Vic, espetec, tastet o secallona són embotits típics de la gastronomia catalana. Es fan amb carn magra de porc i cansalada picada, adobada amb pebre negre i altres espècies i embotida en intestí prim de porc. Durant el procés de repòs és habitual que es formin unes taques blanques que el recobreixen. Pot oferir molts sabors diferents en funció del procés de fermentació que hagi passat i del tipus d'espècies que s'hagin fet servir. Es pot menjar quan està tendre o, esperant un temps, quan s'endureix. Es pot conservar diversos mesos en un rebost. Actualment, el centre geogràfic de la creació de fuet és Osona, que usa porcs de Vic com a base, però es fa a tot Catalunya. La variant més gruixuda del fuet s'anomena llonganissa. La secallona és una altra variant, del gruix del fuet però de secció allargada i més estreta al centre, una depressió que es forma en el procés de curació i que fa que les rodanxes tinguin forma de "8" en comptes de ser rodones o ovalades. La secallona se sol tallar en rodanxes fines, al contrari de fuet, que habitualment es tallen en trossos gruixuts. Altrament, el mot llonganissa -també salsitxa- per denominar l'embotit cru, en porcions separades amb cordills i per cuinar a la planxa o fregit, de carn blanca de porc amb espècies, també és típic de Catalunya i potser el seu mot originari abans que l'actual botifarra el bandejara a determinades zones i en especial a la zona de Barcelona. Aquest embotit cru -que s'assecava o es conservava fregit en oli o es menjava fresc- es diu llonganissa a bona part del domini lingüístic catalanoparlant, des de la Catalunya Nord fins al sud del País Valencià, passant per les comarques de Ponent, la Franja, les Illes Balears i algunes comarques centrals com la Garrotxa, on l'anomenen llonganisseta. El mot botifarra, blanca o negra, crua o cuita, a gran part d'aquestes zones, resta reduït a determinats embotits cuits, fets amb sang de porc, amb parts del cap i amb un petit percentatge de cansalada, i amb barreja fonamentalment d'arròs o ceba, pensats per menjar fregits, conservats amb oli o secs i crus.

- País Valencià: La llonganissa, es menja fregida, a la planxa o a la brasa, ja que és un embotit fresc, però també es pot deixar assecar i prendre crua sobretot a les festes de Pasqua, anomenada per aquest motiu "llonganissa de Pasqua". La llonganissa al País Valencià ve a ser com la llonganissa d'Aragó o la botifarra catalana, tot i ser més petita, fina i curta, per fer-se lligada amb cordills fent-ne porcions: la seva longitud està al voltant de deu centímetres i en la seva elaboració s'hi poden incloure llavors d'anís com a aromatitzant, comunament anomenades llavoretes. Si a més porten pebre roig i all, es diuen rogets, que venen a ser xoricets en forma de llonganissa fresca. Al País Valencià, són famosos els embotits d'Ontinyent i de Requena. A banda, es fan altres llonganisses seques com l'anomenada "llonganissa d'Aragó" que no és sinó una llonganissa doblada pel mig amb un sabor semblant al fuet o l'espetec.

- Aragó: La llonganissa d'Aragó és un dels embotits tradicionals, està composta de carn de porc ben picada (ha de tenir com a mínim el 70% de magre i de cansalada un 30% com a màxim), una mica de pebre, sal, all, vinagre, orenga, nou moscada, farigola, anís o vi olorós, Clavell d'espècia i altres espècies naturals. Aquestes poden variar segons les tradicions o el gust del consumidor. La llonganissa elaborada a Aragó ha de tenir com a mínim entre 20 i 70 cm de llargada, amb forma de ferradura i embotida en budell natural de porc.

La llonganissa de Graus (Osca) és reconeguda en el seu entorn com una de les millors. La llonganissa fresca de Fuentes de Ebro (Saragossa), amb el seu toc de canyella i anís, és bàsica per a la recepta d'ous al salmorejo. A l'Aragó -i també a Castella-La Mancha-, la llonganissa fresca es conserva en cassoles d'argila, després de ser lleugerament fregida en oli d'oliva, que després cobreix els trossos d'embotit, preservant-los de l'aire. Aquesta tècnica rep el nom d'embutido de orza o simplement orza, pel recipient on s'hi preserva. Al País Valencià s'empra també aquesta tècnica i se'n diu orsa o antigament orça. El mot ja s'hi usava al segle XIII i prové del llatí urcea, gerra.

Navarra: El més famós sigui potser el de la conca de Pamplona. El farciment és una botifarra blanca, ja que en lloc de sang, porta ou, arròs cuit, safrà, julivert, cansalada a daus fins i espècies. Està embotit en budell natural o artificial i el seu sabor suau amb lleugers matisos, resulta una mica pastós. És un producte lligat a les festes dels pobles encara que podem adquirir durant tot l'any, si bé la seva temporada natural és a l'hivern. Es comercialitza en fresc i es consumeix fregit, de vegades acompanyat de salsa de tomàquet, i, també es pot utilitzar per omplir rostits i verdures.
- Xile: En Llama, és característic la fabricació de la llonganissa i del xoriço, a causa de la forta immigració que va rebre el país d'espanyols durant fins del segle xix i començament del xx. El seu sabor és exquisit sent de major preferència les de la VIII regió, on s'agrupen les principals marques.

- Argentina: En algunes zones de Chascomús, aquest embotit adopta el nom de botifarra, del qual es produeixen diferents varietats en funció de l'època de l'any. Es fa botifarra d'ou durant quaresma, que es menja crua, i amb bolets o castanyes en tardor, aquesta última varietat durant la celebració de la castanyada, en la festivitat de Tots els sants.

- Carib: La llonganissa espanyola va ser adaptada per incorporar ingredients tropicals. A Santo Domingo, des de l'època de la colònia s'adoba la carn picada del porc amb suc de taronges agres o llimona, all, orenga i sal, i, després embotir-se en budell de porc, es deixa assecar al sol per diversos dies, per després menjar-se fregida en el seu propi greix o en oli vegetal. La qualitat varia enormement, ja que la majoria de la llonganissa és produïda artesanalment o és casolana. La de millor qualitat regularment posseeix almenys un 70% de carn magra.

- Mèxic: al sud-est de Mèxic s'elabora la llonganissa i la ciutat de Valladolid a Yucatán és famosa per les seves llonganisses fetes amb carn de porc i res amb achiote, i la seva característica és que són fumades amb llenya de Jabín i els seus fulles, el que li dona un sabor característic.

### La llonganissa en la literatura
- En l'obra de la literatura espanyola, El Lazarillo de Tormes, s'al·ludeix a aquest aliment: ...Estábamos en Escalona, villa del duque della, en un mesón, y diome un pedazo de longaniza, que le asase....